# Bannihatti, Sandur
Bannihatti là một làng thuộc tehsil Sandur, huyện Bellary, bang Karnataka, Ấn Độ.